# Grumman C-2 Greyhound
Grumman C-2 Greyhound je americký dvoumotorový námořní palubní transportní letoun s charakteristikami CATOBAR. Jeho konstrukce byla odvozena z letounu Grumman E-2 Hawkeye. Ve službě nahradil předchozí transportní letoun Grumman C-1 Trader.
Jeho úkolem je přeprava nákladu vysoké důležitosti, pošty a osob mezi letadlovými loděmi a pobřežními základnami.

## Vývoj

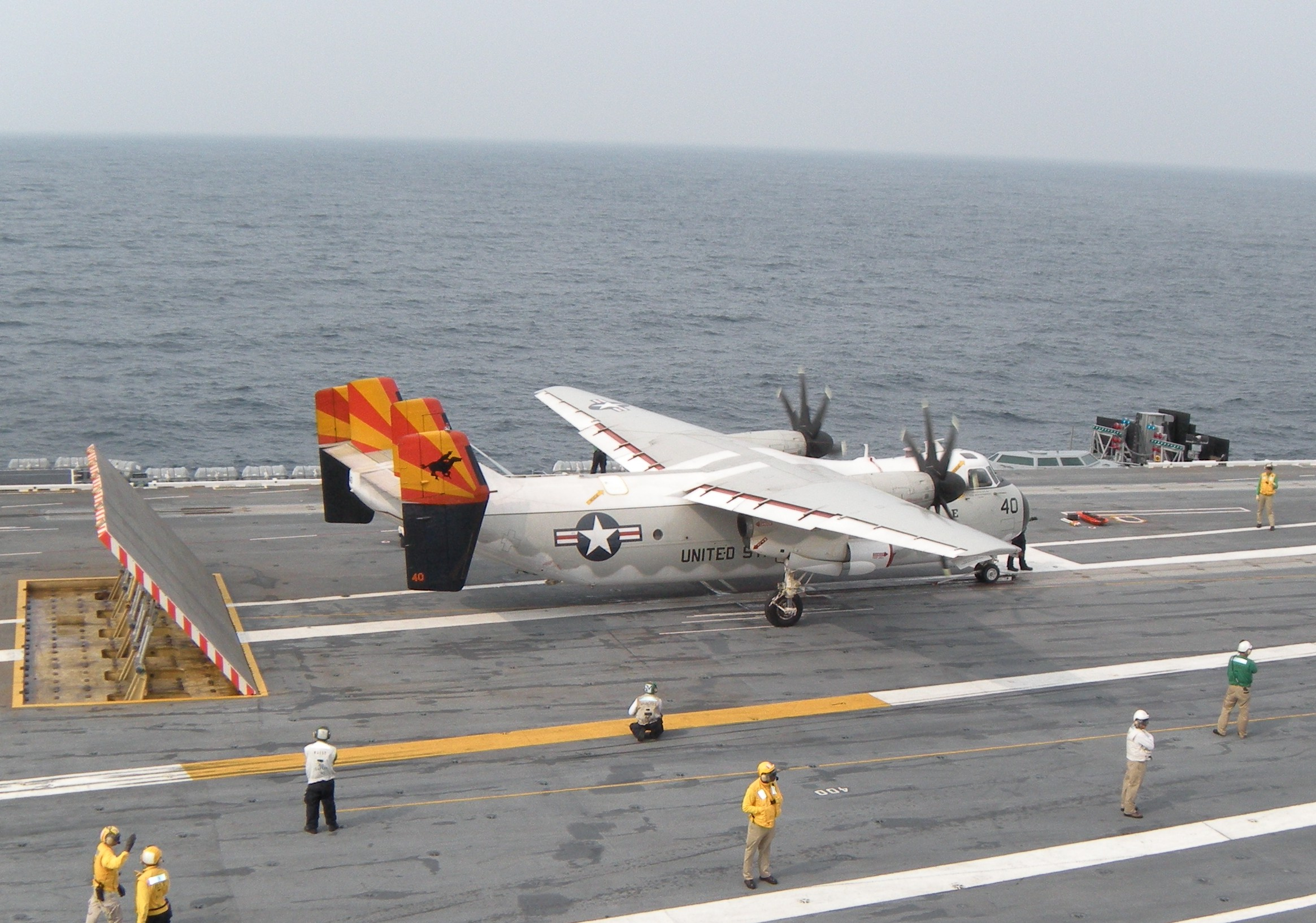
Letoun amerického námořnictva Grumman C-2A Greyhound z letky logistické podpory flotily VRC-40 Rawhides je připraven ke startu z katapultu 3 na palubě letadlové lodi USS Carl Vinson (CVN-70) během certifikace letové paluby u Virginie (USA) 13. července 2009. Všimněte si, že letoun C-2 je vybaven osmilistou vrtulí Navy Propeller 2000 (NP-2000).

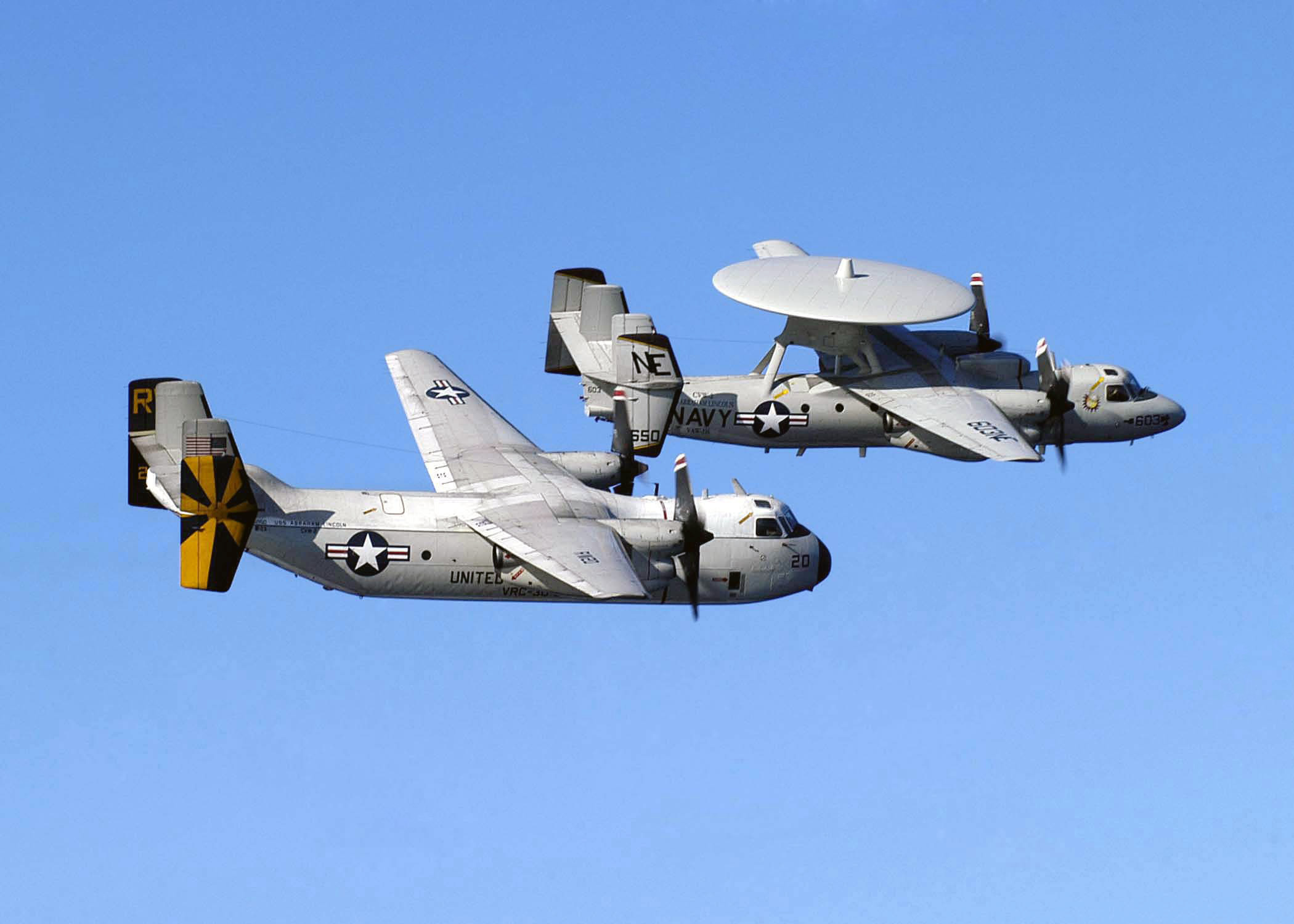
Grumman C-2A Greyhound z letky VRC-30 a Grumman E-2C Hawkeye z letky VAW-116, oba z letadlové lodi USS Abraham Lincoln (CVN-72)

Počátkem 60. let 20. století řešilo americké námořnictvo systém vzdušného zásobování svých letadlových lodí. Zkoušky prototypů E-2 Hawkeye prokázaly jejich dobré letové vlastnosti i provozní spolehlivost, proto velení US Navy objednalo u společnosti Grumman návrh zásobovací verze s využitím dílů E-2A. Po schválení návrhu odběratelem v roce 1962 byla zahájena stavba prototypů, z nichž první byl zalétán 18. listopadu 1964. Sériová výroba v letech 1965 až 1968 dala 19 kusů C-2A Greyhound, které převzala jednotka VRC-50. Vyřazeny byly v roce 1987.
C-2A Greyhound je odvozen z E-2 Hawkeye a sdílí s ním křídlo, pohonné jednotky, podvozek a částečně modifikované ocasní plochy. Trup je rozšířen a v zádi vybaven nakládací rampou. Jeho kabina pojme až 39 osob nebo dvacítku raněných na nosítkách a nejrůznější náklad včetně náhradních proudových leteckých motorů do hmotnosti 4,5 t. Původní C-2A byla v roce 1973 přepracována s cílem prodloužit jejich životnost.
V roce 1984 byla uzavřena objednávka na 39 nových C-2A(R), odvozených z E-2C, s cílem nahradit původní stroje. Nové stroje mají vylepšený drak a avioniku. Poslední z nových letounů byl dodán v roce 1990.

## Varianty
- YC-2A – 2 prototypy vzniklé konverzí z Grumman E-2 Hawkeye
- C-2A – 17 kusů první produkční verze
- C-2A(R) – 39 strojů vylepšená verze objednané v roce 1984

## Specifikace

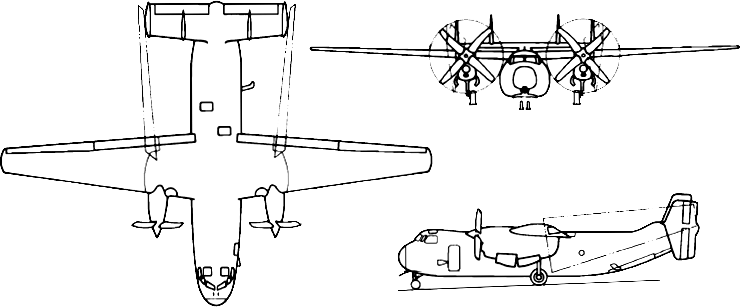
Třípohledový nákres

### Technické údaje
- Posádka: 2 piloti, 2 členové palubního personálu
- Kapacita: 26 osob, 12 nosítek
- Rozpětí: 24,6 m
- Délka: 17,3 m
- Výška: 4,85 m
- Hmotnost prázdného letounu: 15 310 kg
- Max. vzletová hmotnost: 24 655 kg
- Pohonná jednotka: 2 × turbovrtulový motor Allison T56-A-425
- Výkon motoru: 4 600 hp (3 400 kW)

### Výkony
- Maximální rychlost: 635 km/h
- Dolet: 2400 km